# Saison 2021-2022 du Paris Saint-Germain (féminines)
Maillots
Chronologie
Saison précédente Saison suivante
La saison 2021-2022 du Paris Saint-Germain est la cinquante-et-unième saison de son histoire et la trente-cinquième en première division.
Les Parisiennes, entraînées depuis cette saison par Didier Ollé-Nicolle, jouent la plupart de leurs matchs à domicile au Stade Georges-Lefèvre.
Championne de France en titre pour la première fois, la section féminine du Paris Saint-Germain échoue lors de cette saison à conserver son titre mais parvient à remporter Coupe de France, la troisième de son histoire. Son parcours en Ligue des champions s'achève en demi-finales face à l'Olympique lyonnais.

## Transferts

### Transferts estivaux
Dès mars 2021, face aux nombreuses joueuses en fin de contrat en juin, les rumeurs de départs de cadres de l'effectif enflent en France et à l'étranger. La capitaine espagnole Irene Paredes, désireuse de se rapprocher de son pays, est annoncée au FC Barcelone, Christiane Endler, élue meilleure gardienne de D1, est envoyée à Lyon, Formiga veut rentrer au Brésil, tandis que Perle Morroni est associée au Bayern Munich puis finalement à l'OL. Les rumeurs pour les deux premières se confirment fin mai, le PSG tentant en vain de les retenir. Signe Bruun est également annoncée à l'OL, alors que Nadia Nadim s'envole aux États-Unis à Louisville, Alana Cook est transférée à OL Reign et la troisième gardienne Arianna Criscione arrête sa carrière. Les trois partantes pour le rival lyonnais sont officialisées le 21 juin 2021.

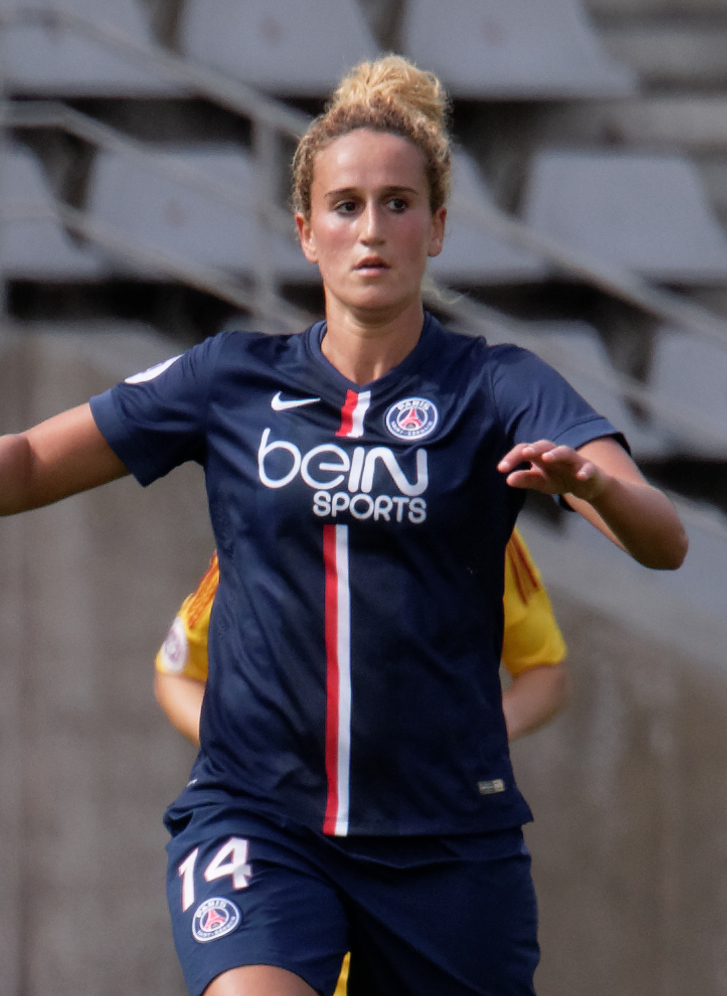
L'internationale française Kheira Hamraoui fait son retour à Paris.

Ainsi des huit joueuses en fin de contrat au 30 juin 2021, le PSG ne prolonge que celui d'Aminata Diallo, de retour d'un prêt à l'Atlético de Madrid, d'un an.
En parallèle, le PSG se positionne dès avril 2021 sur les défenseures internationales françaises Estelle Cascarino (Bordeaux) et Elisa De Almeida (Montpellier). Des recrutements qui se concrétisent et qui sont finalement officialisés le 9 juillet 2021. Par la suite, le club parisien s'attache les services de l'internationale française Sakina Karchaoui (Lyon). Toutes signent un contrat de trois ans jusqu'en 2024. Mi-juillet, le PSG officialise l'arrivée de la défenseure internationale suédoise Amanda Ilestedt en provenance du Bayern Munich, puis de la milieu de terrain française Kheira Hamraoui de retour à Paris après avoir rejoint Lyon en 2016 puis Barcelone en 2018. Toutes deux signent jusqu'en 2023. Signent également la gardienne du Havre Constance Picaud, pour remplacer Endler, et la jeune attaquante norvégienne Celin Bizet Ildhusøy, pour trois ans jusqu'en 2024. Pour cette dernière, le PSG s'est acquitté d'une indemnité de transfert à six chiffres versée à son club de Vålerenga pour la signer.
En août, le PSG conclut le recrutement de la gardienne canadienne Stephanie Labbé, tout juste championne olympique, après avoir trouvé un accord avec le FC Rosengård. Alors que Picaud se blesse gravement lors d'un match amical, Charlotte Voll, qui aurait dû être prêtée à Reims, reste au club en tant que numéro 2 derrière Labbé. Par ailleurs, la latérale Bénédicte Simon, en manque de temps de jeu, est prêtée à l'Atlético de Madrid. Fin août, le PSG officialise l'arrivée de deux gardiennes : la tchèque Barbora Votíková puis Labbé deux jours plus tard. Face à cette forte concurrence, la jeune gardienne Alice Pinguet part en prêt au Havre AC pour la saison après avoir prolongé son contrat jusqu'en 2024.

### Transferts hivernaux
En janvier 2022, la jeune attaquante Hawa Sangaré est prêtée au DFCO jusqu'à la fin de saison. Par ailleurs, usée mentalement, la gardienne canadienne Stephanie Labbé résilie son contrat avec le PSG, seulement six mois après son arrivée dans la capitale, et prend sa retraite sportive.

## Préparation d'avant-saison
Les Parisiennes championnes de France se retrouvent le 15 juillet 2021 pour deux jours de tests physiques, avant la reprise de l'entraînement collectif deux jours plus tard à Bougival, où le nouvel entraîneur Didier Ollé-Nicolle et son staff (voir la section encadrement technique) ont l'occasion de rencontrer l'ensemble du groupe, excepté les trois joueuses participant aux JO de Tokyo. Le premier match amical a lieu le 30 juillet à Buxerolles près de Poitiers contre Bordeaux. Les Parisiennes s'inclinent 3 buts à 0. Début août, le PSG dispute l'AMOS Women's French Cup, avec la demi-finale le 4 août face à l'AS Roma qui se conclut sur une nouvelle défaite 2 buts à 1 avec une défense parisienne encore très fébrile. Lors de ce match, le PSG perd sa nouvelle gardienne Constance Picaud, victime d'une rupture d'un ligament croisé du genou. Puis le 6 août a lieu le match pour la troisième place face à l'Olympique lyonnais. Les Parisiennes sont de nouveau mises très en difficulté et s'inclinent lourdement 5-1. 
Le 15 août, les Parisiennes s'envolent aux États-Unis pour disputer du 18 au 21 août la Women's Cup à Louisville. C'est la deuxième fois que le PSG se rend aux États-Unis en préparation après avoir participé à l'ICC en 2018. Avec les trois médaillées olympiques de retour à l'entraînement, elles affrontent le Bayern Munich, demi-finaliste de la dernière Ligue des champions, en demi-finale. Les Parisiennes parviennent à obtenir un match nul à la fin du temps réglementaire (2-2) avant de s'incliner aux tirs au but. L'entraîneur parisien juge positivement le match d'une équipe en progrès : « C'était notre meilleure prestation ce soir ». Trois jours plus tard, elles jouent le Red Stars de Chicago dans le match pour la troisième place et obtiennent finalement une victoire 1-0 pour leur dernier match de préparation, une « bonne note » avant la reprise de la D1 une semaine plus tard.

## Compétitions
| Championnat de France | Ligue des champions                                   | Coupe de France                   |
| --------------------- | ----------------------------------------------------- | --------------------------------- |
| Deuxième 53 points    | Demi-finaliste face à l'Olympique lyonnais (3-2, 1-2) | Vainqueur face au FF Yzeure (0-8) |
| 17V 2N 3D             | 7V 1N 2D                                              | 5V 0N 0D                          |
| TOTAL : 29V 3N 5D     |                                                       |                                   |

### Championnat
La Division 1 2021-2022 est la quarante-huitième édition du championnat de France féminin de football et la vingtième sous l'appellation « Division 1 ». La division oppose douze clubs en une série de vingt-deux rencontres. Les trois meilleurs de ce championnat se qualifient pour la Ligue des champions. Le Paris Saint-Germain participe à cette compétition pour la trente-cinquième fois de son histoire et la vingtième fois de suite depuis la saison 2001-2002.

#### Classement
| Rang | Équipe                 | Pts | J  | G  | N | P | Bp | Bc | Diff | Qualification ou relégation                                                    |
| ---- | ---------------------- | --- | -- | -- | - | - | -- | -- | ---- | ------------------------------------------------------------------------------ |
| 1    | Olympique lyonnais (C) | 64  | 22 | 21 | 1 | 0 | 79 | 8  | +71  | Qualification pour la phase de groupes de la Ligue des champions               |
| 2    | Paris Saint-Germain T  | 53  | 22 | 17 | 2 | 3 | 68 | 12 | +56  | Qualification pour le deuxième tour de qualification de la Ligue des champions |
| 3    | Paris FC               | 50  | 22 | 16 | 2 | 4 | 49 | 21 | +28  | Qualification pour le premier tour de qualification de la Ligue des champions  |
| 4    | FC Fleury 91           | 43  | 22 | 14 | 1 | 7 | 36 | 26 | +10  |                                                                                |
| 5    | Montpellier Hérault SC | 35  | 22 | 11 | 2 | 9 | 38 | 25 | +13  |                                                                                |

### Coupe de France
La Coupe de France 2021-2022 est la 21e édition de la Coupe de France féminine de football, une compétition à élimination directe mettant aux prises tous les clubs de football amateurs et professionnels à travers la France métropolitaine. Elle est organisée par la FFF et ses ligues régionales. Le PSG jouant en Division 1, il démarre aux seizièmes de finale.

### Ligue des champions
La Ligue des champions 2021-2022 est la 21e édition de la Ligue des champions féminine de l'UEFA, la compétition inter-clubs européenne de football féminin. Après une phase de qualification, les équipes qualifiées disputent une phase de groupes, afin d'accéder à la phase à élimination directe en quarts de finale. Le PSG étant champion de France en titre, pays alors à la première place du coefficient UEFA, le club démarre en phase de groupes.

## Joueuses et encadrement technique

### Encadrement technique

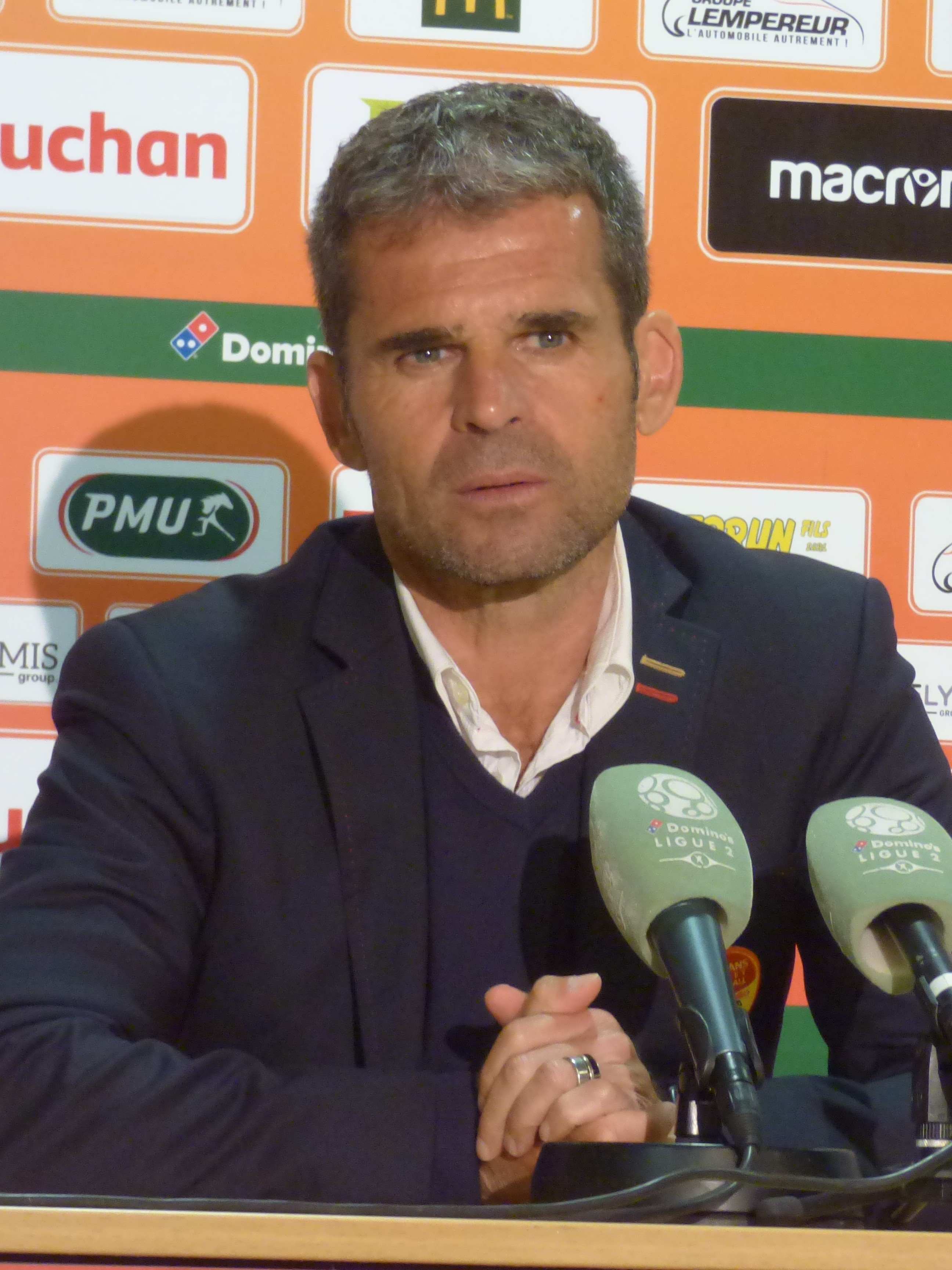
Didier Ollé-Nicolle en mai 2019.

L'équipe parisienne est entraînée par Didier Ollé-Nicolle. Âgé de 60 ans, il a passé sa carrière de joueur comme défenseur à Angers (D2 puis D3) et Chambéry (D4), avant de finir entraîneur-joueur à Raon-l'Étape. Par la suite, il entraîne de nombreux clubs, notamment l'OGC Nice en Ligue 1 en 2009-2010, mais surtout au niveau Ligue 2 ou National. Il a notamment été champion de France de National en 2007 avec le Clermont Foot et fût entraîneur de l'US Orléans en Ligue 2 de 2016 à 2020. Il connaît également quelques expériences à l'étranger telles que la sélection nationale du Bénin en 2014. Libre depuis son départ du Mans en mai 2021, il vit sa première expérience sur le banc d'une équipe féminine en étant nommé en juillet de cette même année comme le successeur d'Olivier Echouafni à la tête de l'équipe parisienne pour deux ans. Il est assisté de Bernard Mendy, ancien défenseur du PSG, qui a prolongé de deux ans son contrat d'entraîneur adjoint, ainsi que de Michel Audrain qui a signé pour deux ans également,.
Arrive également Ulrich Ramé comme nouveau manager général de la section féminine après le départ de Bruno Cheyrou en 2020. Il était jusque-là directeur technique des Girondins de Bordeaux.

### Effectif professionnel
Le tableau suivant liste l'effectif professionnel du PSG pour la saison 2021-2022.

### Joueuses prêtées
| Nat. | Nom             | Club en prêt       | Compétition      | Championnat | Championnat | Championnat | Championnat  | Coupe d'Europe | Coupe d'Europe | Coupe d'Europe | Coupe d'Europe | Coupes nationales | Coupes nationales | Coupes nationales | Coupes nationales | Total | Total       | Total  | Total        |
| Nat. | Nom             | Club en prêt       | Compétition      | M.j.        | But inscrit | Averti      | Carton rouge | M.j.           | But inscrit    | Averti         | Carton rouge   | M.j.              | But inscrit       | Averti            | Carton rouge      | M.j.  | But inscrit | Averti | Carton rouge |
| ---- | --------------- | ------------------ | ---------------- | ----------- | ----------- | ----------- | ------------ | -------------- | -------------- | -------------- | -------------- | ----------------- | ----------------- | ----------------- | ----------------- | ----- | ----------- | ------ | ------------ |
|      | Bénédicte Simon | Atlético de Madrid | Primera División | 12          | 0           | 1           | 0            | -              | -              | -              | -              | 0                 | 0                 | 0                 | 0                 | 12    | 0           | 1      | 0            |
|      | Alice Pinguet   | Le Havre AC        | Division 2       | 8           | 0           | 0           | 0            | -              | -              | -              | -              | 2                 | 0                 | 0                 | 0                 | 10    | 0           | 0      | 0            |
|      | Hawa Sangaré    | Dijon FCO          | Division 1       | 11          | 0           | 0           | 0            | -              | -              | -              | -              | 0                 | 0                 | 0                 | 0                 | 11    | 0           | 0      | 0            |

## Statistiques

### Statistiques collectives
| Compétition         | Débute au tour   | Termine      | Matches joués | Gagnés | Nuls | Perdus | Buts pour | Buts contre | Différence |
| ------------------- | ---------------- | ------------ | ------------- | ------ | ---- | ------ | --------- | ----------- | ---------- |
| Division 1          | -                | -            | 22            | 17     | 2    | 3      | 68        | 12          | +56        |
| Ligue des champions | Phase de groupes | Demi-finales | 10            | 7      | 1    | 2      | 32        | 8           | +24        |
| Coupe de France     | 1/16 de finale   | Vainqueur    | 5             | 4      | 1    | 0      | 18        | 3           | +15        |
| Total               | -                | -            | 37            | 28     | 4    | 5      | 118       | 23          | +95        |

### Statistiques individuelles
(Mis à jour le 6 juillet 2022)
| No | Nat. | Nom               | Championnat | Championnat | Championnat    | Championnat | Championnat  | Ligue des champions | Ligue des champions | Ligue des champions | Ligue des champions | Ligue des champions | Coupe de France | Coupe de France | Coupe de France | Coupe de France | Coupe de France | Total | Total       | Total          | Total  | Total        |
| No | Nat. | Nom               | M.j.        | But inscrit | Passe décisive | Averti      | Carton rouge | M.j.                | But inscrit         | Passe décisive      | Averti              | Carton rouge        | M.j.            | But inscrit     | Passe décisive  | Averti          | Carton rouge    | M.j.  | But inscrit | Passe décisive | Averti | Carton rouge |
| -- | ---- | ----------------- | ----------- | ----------- | -------------- | ----------- | ------------ | ------------------- | ------------------- | ------------------- | ------------------- | ------------------- | --------------- | --------------- | --------------- | --------------- | --------------- | ----- | ----------- | -------------- | ------ | ------------ |
| 1  |      | Labbé             | 3           | 0           | 0              | 0           | 0            | 3                   | 0                   | 0                   | 0                   | 0                   | 0               | 0               | 0               | 0               | 0               | 6     | 0           | 0              | 0      | 0            |
| 4  |      | Dudek             | 20          | 3           | 1              | 2           | 0            | 9                   | 2                   | 0                   | 1                   | 0                   | 4               | 1               | 0               | 0               | 0               | 33    | 6           | 1              | 3      | 0            |
| 5  |      | De Almeida        | 18          | 0           | 0              | 0           | 0            | 8                   | 0                   | 0                   | 2                   | 0                   | 5               | 0               | 0               | 1               | 0               | 31    | 0           | 0              | 3      | 0            |
| 6  |      | Luana             | 5           | 0           | 0              | 1           | 0            | 3                   | 1                   | 0                   | 0                   | 0                   | 2               | 0               | 0               | 0               | 0               | 10    | 1           | 0              | 1      | 0            |
| 7  |      | Karchaoui         | 19          | 2           | 4              | 0           | 0            | 9                   | 1                   | 2                   | 2                   | 0                   | 5               | 1               | 2               | 0               | 0               | 33    | 4           | 8              | 2      | 0            |
| 8  |      | Geyoro            | 19          | 4           | 3              | 0           | 0            | 9                   | 1                   | 1                   | 1                   | 0                   | 5               | 1               | 0               | 1               | 0               | 33    | 6           | 4              | 2      | 0            |
| 9  |      | Katoto            | 21          | 18          | 4              | 0           | 0            | 7                   | 7                   | 1                   | 0                   | 0                   | 5               | 7               | 2               | 2               | 0               | 33    | 32          | 7              | 2      | 0            |
| 10 |      | Bachmann          | 16          | 3           | 2              | 0           | 0            | 9                   | 4                   | 2                   | 1                   | 0                   | 4               | 0               | 1               | 0               | 0               | 29    | 7           | 5              | 1      | 0            |
| 11 |      | Diani             | 18          | 13          | 4              | 3           | 0            | 9                   | 1                   | 1                   | 0                   | 0                   | 4               | 2               | 2               | 0               | 0               | 31    | 16          | 7              | 3      | 0            |
| 12 |      | Lawrence          | 17          | 0           | 2              | 1           | 0            | 9                   | 0                   | 3                   | 0                   | 0                   | 5               | 2               | 2               | 0               | 0               | 31    | 2           | 7              | 1      | 0            |
| 13 |      | Däbritz           | 18          | 8           | 9              | 1           | 0            | 8                   | 1                   | 4                   | 0                   | 0                   | 3               | 2               | 5               | 0               | 0               | 29    | 11          | 18             | 1      | 0            |
| 14 |      | Hamraoui          | 13          | 0           | 0              | 2           | 0            | 3                   | 0                   | 0                   | 0                   | 0                   | 3               | 1               | 0               | 0               | 0               | 19    | 1           | 0              | 2      | 0            |
| 15 |      | Ilestedt          | 15          | 1           | 1              | 0           | 0            | 9                   | 1                   | 1                   | 1                   | 0                   | 2               | 0               | 0               | 0               | 0               | 26    | 2           | 2              | 1      | 0            |
| 16 |      | Picaud            | 1           | 0           | 0              | 0           | 0            | 0                   | 0                   | 0                   | 0                   | 0                   | 0               | 0               | 0               | 0               | 0               | 1     | 0           | 0              | 0      | 0            |
| 17 |      | Bizet             | 6           | 0           | 0              | 0           | 0            | 2                   | 0                   | 2                   | 0                   | 0                   | 0               | 0               | 0               | 0               | 0               | 8     | 0           | 2              | 0      | 0            |
| 18 |      | Fazer             | 10          | 0           | 1              | 0           | 0            | 7                   | 1                   | 0                   | 0                   | 0                   | 3               | 0               | 0               | 0               | 0               | 20    | 1           | 1              | 0      | 0            |
| 19 |      | Cascarino         | 12          | 0           | 1              | 2           | 0            | 3                   | 0                   | 0                   | 3                   | 0                   | 1               | 0               | 0               | 0               | 0               | 16    | 0           | 1              | 5      | 0            |
| 20 |      | Diallo            | 18          | 2           | 0              | 0           | 0            | 5                   | 0                   | 0                   | 0                   | 0                   | 3               | 0               | 0               | 1               | 0               | 26    | 2           | 0              | 1      | 0            |
| 21 |      | Baltimore         | 22          | 4           | 13             | 3           | 0            | 10                  | 3                   | 2                   | 2                   | 0                   | 5               | 1               | 0               | 0               | 0               | 37    | 8           | 15             | 5      | 0            |
| 22 |      | Hurtré            | 2           | 0           | 0              | 0           | 0            | 1                   | 0                   | 0                   | 0                   | 0                   | 0               | 0               | 0               | 0               | 0               | 3     | 0           | 0              | 0      | 0            |
| 23 |      | Huitema           | 18          | 2           | 2              | 0           | 0            | 7                   | 6                   | 2                   | 1                   | 0                   | 4               | 0               | 0               | 0               | 0               | 29    | 8           | 4              | 1      | 0            |
| 25 |      | Folquet           | 3           | 0           | 0              | 0           | 0            | 4                   | 0                   | 0                   | 1                   | 0                   | 0               | 0               | 0               | 0               | 0               | 7     | 0           | 0              | 1      | 0            |
| 27 |      | Khelifi           | 12          | 5           | 0              | 3           | 0            | 4                   | 2                   | 0                   | 1                   | 0                   | 1               | 0               | 0               | 0               | 0               | 17    | 7           | 0              | 4      | 0            |
| 28 |      | Le Guilly         | 6           | 0           | 0              | 0           | 0            | 2                   | 0                   | 0                   | 0                   | 0                   | 0               | 0               | 0               | 0               | 0               | 8     | 0           | 0              | 0      | 0            |
| 29 |      | Sangaré           | 0           | 0           | 0              | 0           | 0            | 1                   | 0                   | 0                   | 0                   | 0                   | 0               | 0               | 0               | 0               | 0               | 1     | 0           | 0              | 0      | 0            |
| 30 |      | Votíková          | 12          | 0           | 0              | 1           | 0            | 6                   | 0                   | 0                   | 0                   | 0                   | 4               | 0               | 0               | 0               | 0               | 22    | 0           | 0              | 0      | 0            |
| 33 |      | Ngueleu           | 1           | 0           | 0              | 1           | 0            | 0                   | 0                   | 0                   | 0                   | 0                   | 0               | 0               | 0               | 0               | 0               | 1     | 0           | 0              | 1      | 0            |
| 34 |      | Da Cruz Rodrigues | 1           | 0           | 0              | 0           | 0            | 0                   | 0                   | 0                   | 0                   | 0                   | 0               | 0               | 0               | 0               | 0               | 1     | 0           | 0              | 0      | 0            |
| 35 |      | Benera            | 1           | 0           | 0              | 0           | 0            | 0                   | 0                   | 0                   | 0                   | 0                   | 0               | 0               | 0               | 0               | 0               | 1     | 0           | 0              | 0      | 0            |
| 36 |      | Traoré            | 1           | 0           | 0              | 0           | 0            | 0                   | 0                   | 0                   | 0                   | 0                   | 0               | 0               | 0               | 0               | 0               | 1     | 0           | 0              | 0      | 0            |
| 40 |      | Voll              | 6           | 0           | 0              | 0           | 0            | 2                   | 0                   | 0                   | 0                   | 0                   | 1               | 0               | 0               | 0               | 0               | 9     | 0           | 0              | 0      | 0            |

## Affluence et télévision

### Retransmission télévisée
Le groupe Canal+ diffuse le championnat de France depuis 2018 pour la somme de 6 millions d'euros pour cinq ans. Le championnat gagne en visibilité puisque toutes les rencontres sont désormais diffusées, avec un match le samedi à 14 h 30 en multiplex sur Foot+ et les autres rencontres sur les canaux Multisports, tandis que 2 affiches se distinguent par journée avec une rencontre diffusée le samedi après-midi sur Canal+, et l'autre le dimanche à 14 h 45 sur Canal+ Sport.
Pour la Coupe de France, c'est Eurosport qui a acquis les droits de la compétition, diffusant seulement quelques matchs par tour. D'autres matchs peuvent également être retransmis par des chaînes locales. La Ligue des champions quant à elle est diffusée depuis cette saison par DAZN, gratuitement sur YouTube, qui a acquis les droits mondiaux exclusifs de la compétition jusqu'en 2025.

## Autres équipes
Le PSG possède une équipe des moins de 19 ans qui participe au Championnat national féminin U19. Elle est entraînée depuis la saison dernière par Grégory Bénarib.